# مک‌دانل داگلاس تی-۴۵ گوسهاوک
مک‌دانل داگلاس تی-۴۵ گوسهاوک (به انگلیسی: McDonnell Douglas T-45 Goshawk) یک هواگرد ساختِ کارخانهٔ مک‌دانل داگلاس در کشور ایالات متحده آمریکا است . نخستین استفاده‌کنندهٔ این هواگرد نیروی دریایی ایالات متحده آمریکا بوده‌است. این هواگرد برای نخستین بار در ۱۶ آوریل ۱۹۸۸ میلادی مورد استفاده قرار گرفت.